# Liste der Kulturdenkmäler in Nordshausen
Die folgende Liste enthält die in der Denkmaltopographie ausgewiesenen Kulturdenkmäler auf dem Gebiet des Ortsteils Nordshausen der  Stadt Kassel, Hessen.
Hinweis: Die Reihenfolge der Denkmäler in dieser Liste orientiert sich an der Anschrift, alternativ ist sie auch nach der Bezeichnung oder der Bauzeit sortierbar.
Kulturdenkmäler werden fortlaufend im Denkmalverzeichnis des Landes Hessen durch das Landesamt für Denkmalpflege Hessen auf Basis des Hessischen Denkmalschutzgesetzes (HDSchG) geführt. Die Schutzwürdigkeit eines Kulturdenkmals hängt nicht von der Eintragung in das Denkmalverzeichnis des Landes Hessen oder der Veröffentlichung in der Denkmaltopographie ab.

Die Liste der Kulturdenkmäler in Nordshausen enthält alle Kulturdenkmäler in Nordshausen, die in der vom Landesamt für Denkmalpflege Hessen 2009 herausgegebenen Denkmaltopographie Stadt Kassel Band III veröffentlicht wurden.

## Legende
- Bezeichnung: Nennt den Namen, die Bezeichnung oder die Art des Kulturdenkmals.
- Lage: Nennt den Straßennamen und wenn vorhanden die Hausnummer des Kulturdenkmals. Die Grundsortierung der Liste erfolgt nach dieser Adresse. Der Link „Karte“ führt zu verschiedenen Kartendarstellungen und nennt die Koordinaten des Kulturdenkmals.
- Beschreibung: Nennt bauliche und geschichtliche Einzelheiten des Kulturdenkmals, vorzugsweise die Denkmaleigenschaften. In Klammern sollte die Begründung des Denkmalwertes abgekürzt angegeben werden: g = geschichtlich, k = künstlerisch, s = städtebaulich, t = technisch, w = wissenschaftlich.
- Bauzeit: Gibt die Datierung an; das Jahr der Fertigstellung bzw. den Zeitraum der Errichtung. Eine Sortierung nach Jahr ist möglich.

## Denkmalliste Nordshausen

### Einzeldenkmale Nordshausen
| Bild                                 | Bezeichnung                          | Lage                      | Beschreibung                    | Bauzeit | Daten |
| ------------------------------------ | ------------------------------------ | ------------------------- | ------------------------------- | ------- | ----- |
| Bahnhof Nordshausen                  | Bahnhof Nordshausen                  | Korbacher Straße 171 Lage |                                 |         |       |
| ehem. Schulhaus und Bürgermeisteramt | ehem. Schulhaus und Bürgermeisteramt | Korbacher Straße 216 Lage |                                 |         |       |
|                                      |                                      | Korbacher Straße 359 Lage | als „Schwalmer Haus“ bezeichnet |         |       |
| Bild gesucht BW                      |                                      | Wallensteinstraße 1 Lage  |                                 |         |       |

### Sachgesamtheit Kloster Nordshausen
Mit Klosterkirche, Steinhaus, ehem. Klosterflügel, Reste der Klosterummauerung.
| Bild           | Bezeichnung               | Lage                  | Beschreibung | Bauzeit | Daten |
| -------------- | ------------------------- | --------------------- | ------------ | ------- | ----- |
|                |                           | Am Klosterhof 7 Lage  |              |         |       |
| weitere Bilder | Klosterkirche Nordshausen | Am Klosterhof 9 Lage  |              |         |       |
|                |                           | Am Klosterhof 10 Lage |              |         |       |
|                |                           | Am Klosterhof 12 Lage |              |         |       |
|                |                           | Am Klosterhof 13 Lage |              |         |       |

### Gesamtanlage Dorfkern Nordshausen
| Bild                                    | Bezeichnung | Lage                          | Beschreibung                                                                          | Bauzeit | Daten |
| --------------------------------------- | ----------- | ----------------------------- | ------------------------------------------------------------------------------------- | ------- | ----- |
|                                         |             | Am Eichgraben 1 Lage          | (nur als Teil der Gesamtanlage)                                                       |         |       |
|                                         |             | Am Eichgraben 2 Lage          | (nur als Teil der Gesamtanlage)                                                       |         |       |
|                                         |             | Am Eichgraben 4 Lage          | (nur als Teil der Gesamtanlage)                                                       |         |       |
|                                         |             | Am Eichgraben 5 Lage          | (nur als Teil der Gesamtanlage)                                                       |         |       |
|                                         |             | Am Eichgraben 6 Lage          | (nur als Teil der Gesamtanlage)                                                       |         |       |
|                                         |             | Am Eichgraben 7 Lage          | (nur als Teil der Gesamtanlage)                                                       |         |       |
|                                         |             | Am Eichgraben 8 Lage          | (nur als Teil der Gesamtanlage)                                                       |         |       |
|                                         |             | Am Eichgraben 9 Lage          | (nur als Teil der Gesamtanlage)                                                       |         |       |
|                                         |             | Am Eichgraben 12 Lage         | (nur als Teil der Gesamtanlage)                                                       |         |       |
|                                         |             | Am Eichgraben 13 Lage         | (nur als Teil der Gesamtanlage)                                                       |         |       |
| Bild gesucht BW                         |             | Am Klosterhof 1 Lage          | mit Nebengebäuden, mit rechter Grundstücksmauer                                       |         |       |
|                                         |             | Am Klosterhof 2 Lage          | (nur als Teil der Gesamtanlage)                                                       |         |       |
|                                         |             | Am Klosterhof 3 Lage          | (nur als Teil der Gesamtanlage)                                                       |         |       |
|                                         |             | Am Klosterhof 4 Lage          | (nur als Teil der Gesamtanlage)                                                       |         |       |
|                                         |             | Am Klosterhof 5 Lage          | (nur als Teil der Gesamtanlage)                                                       |         |       |
|                                         |             | Am Klosterhof 6 Lage          | (nur als Teil der Gesamtanlage)                                                       |         |       |
|                                         |             | Am Klosterhof 14 Lage         | (nur als Teil der Gesamtanlage)                                                       |         |       |
|                                         |             | Am Klosterhof 15 Lage         | (nur als Teil der Gesamtanlage)                                                       |         |       |
|                                         |             | Am Mühlenwinkel 1 Lage        | (nur als Teil der Gesamtanlage)                                                       |         |       |
|                                         |             | Am Mühlenwinkel 2 Lage        | (nur als Teil der Gesamtanlage)                                                       |         |       |
|                                         |             | Am Mühlenwinkel 3 Lage        | (nur als Teil der Gesamtanlage)                                                       |         |       |
|                                         |             | Am Unteren Krümmershof 2 Lage |                                                                                       |         |       |
|                                         |             | Felchenstraße 2 Lage          | (nur als Teil der Gesamtanlage)                                                       |         |       |
|                                         |             | Felchenstraße 3 Lage          | (nur als Teil der Gesamtanlage)                                                       |         |       |
|                                         |             | Hinter der Pforte 2 Lage      | (nur als Teil der Gesamtanlage)                                                       |         |       |
| Direkt Bild zu diesem Denkmal hochladen |             | Hinter der Pforte 45          | (nur als Teil der Gesamtanlage)                                                       |         |       |
|                                         |             | Korbacher Straße 215 Lage     | mit rückwärtiger Grundstücksmauer                                                     |         |       |
|                                         |             | Korbacher Straße 218 Lage     | (nur als Teil der Gesamtanlage)                                                       |         |       |
|                                         |             | Korbacher Straße 220 Lage     | (nur als Teil der Gesamtanlage)                                                       |         |       |
|                                         |             | Korbacher Straße 221 Lage     | (nur als Teil der Gesamtanlage)                                                       |         |       |
|                                         |             | Korbacher Straße 222 Lage     | (nur als Teil der Gesamtanlage)                                                       |         |       |
|                                         |             | Korbacher Straße 223 Lage     | (nur als Teil der Gesamtanlage)                                                       |         |       |
|                                         |             | Korbacher Straße 224 Lage     | (nur als Teil der Gesamtanlage)                                                       |         |       |
|                                         |             | Korbacher Straße 225 Lage     | (nur als Teil der Gesamtanlage)                                                       |         |       |
|                                         |             | Korbacher Straße 226 Lage     | (nur als Teil der Gesamtanlage)                                                       |         |       |
|                                         |             | Korbacher Straße 227 Lage     | (nur als Teil der Gesamtanlage)                                                       |         |       |
|                                         |             | Korbacher Straße 228 Lage     | (nur als Teil der Gesamtanlage)                                                       |         |       |
|                                         |             | Korbacher Straße 229 Lage     | (nur als Teil der Gesamtanlage)                                                       |         |       |
|                                         |             | Korbacher Straße 230 Lage     | (nur als Teil der Gesamtanlage)                                                       |         |       |
|                                         |             | Korbacher Straße 231 Lage     | (nur als Teil der Gesamtanlage)                                                       |         |       |
|                                         |             | Korbacher Straße 233 Lage     | (nur als Teil der Gesamtanlage)                                                       |         |       |
|                                         |             | Korbacher Straße 235 Lage     | (nur als Teil der Gesamtanlage)                                                       |         |       |
|                                         |             | Korbacher Straße 236 Lage     | (nur als Teil der Gesamtanlage)                                                       |         |       |
|                                         |             | Korbacher Straße 237 Lage     | (nur als Teil der Gesamtanlage); als Freiwillige Feuerwehr Kassel-Nordshausen benutzt |         |       |
|                                         |             | Korbacher Straße 238 Lage     | (nur als Teil der Gesamtanlage)                                                       |         |       |
| Bild gesucht BW                         |             | Korbacher Straße 239 Lage     | (nur als Teil der Gesamtanlage)                                                       |         |       |
|                                         |             | Korbacher Straße 240 Lage     | (nur als Teil der Gesamtanlage)                                                       |         |       |
|                                         |             | Korbacher Straße 241 Lage     | (nur als Teil der Gesamtanlage)                                                       |         |       |
|                                         |             | Korbacher Straße 242 Lage     | (nur als Teil der Gesamtanlage)                                                       |         |       |
|                                         |             | Korbacher Straße 243 Lage     | (nur als Teil der Gesamtanlage)                                                       |         |       |
| Bild gesucht BW                         |             | Korbacher Straße 245 Lage     | (nur als Teil der Gesamtanlage)                                                       |         |       |
|                                         |             | Korbacher Straße 248 Lage     | (nur als Teil der Gesamtanlage)                                                       |         |       |
|                                         |             | Korbacher Straße 249 Lage     | (nur als Teil der Gesamtanlage)                                                       |         |       |
|                                         |             | Korbacher Straße 250 Lage     | (nur als Teil der Gesamtanlage)                                                       |         |       |
|                                         |             | Korbacher Straße 251 Lage     | (nur als Teil der Gesamtanlage)                                                       |         |       |
|                                         |             | Korbacher Straße 251a Lage    | (nur als Teil der Gesamtanlage)                                                       |         |       |
|                                         |             | Korbacher Straße 252 Lage     | (nur als Teil der Gesamtanlage)                                                       |         |       |